# Nebulossa
Nebulossa este un duo electropop valencian din Ondara,   format din cântăreața Maria Bas și clavieratul și producătorul Mark Dasousa.
Pe 3 februarie 2024, duo-ul a câștigat Benidorm Fest 2024 cu piesa „ Zorra ”, câștigându-și dreptul de a reprezenta Spania la Concursul Muzical Eurovision 2024, organizat la Malmö, Suedia.

## Viața și cariera
Bas și Dasousa sunt căsătoriți de peste 20 de ani. Împreună au doi copii. 
Nebulossa s-a format în 2018.  Numele grupului face aluzie la nebuloase ( nebulosa în spaniolă ) deoarece într-o excursie la Port Ainé au mers la un observator astronomic unde le-au menționat constant. S-ul dublu este o referire simbolică la valenciană, deoarece modul în care se pronunță cuvântul în spaniolă, în valenciană s-ar scrie cu S-ul dublu, chiar dacă, în valenciană, cuvântul nu ar fi scris cu dublu S și ar avea o pronunție diferită. 
În 2022, ca trio împreună cu Ophelia Alibrando,  au participat la Una voce per San Marino, concursul de preselecție din San Marino pentru Concursul Muzical Eurovision 2023, dar nu au trecut de etapa de audiție.  Nebulossa a concurat la Benidorm Fest 2024, selecția spaniolă pentru Concursul Muzical Eurovision 2024, cu piesa „ Zorra ”.   Ei s-au clasat pe primul loc în semifinala lor pe 30 ianuarie 2024, calificându-se în finala concursului spaniol, pe care au câștigat-o. 